# Бардано (Терни)
Бардано је насеље у Италији у округу Терни, региону Умбрија.
Према процени из 2011. у насељу је живело 7 становника. Насеље се налази на надморској висини од 310 м.